# Chiton peregrinus
Chiton peregrinus är en blötdjursart som beskrevs av Thiele 1910. Chiton peregrinus ingår i släktet Chiton och familjen Chitonidae. Inga underarter finns listade i Catalogue of Life.